# Cantone di Laon-2
Il Cantone di Laon-2 è una divisione amministrativa dell'arrondissement di Laon con capoluogo Laon. È stato creato nel 1973 come cantone di Laon-Sud per suddivisione del Cantone di Laon in due parti; l'altra parte è rappresentata dal Cantone di Laon-1 (ex cantone di Laon-Nord).
A seguito della riforma approvata con decreto del 21 febbraio 2014, che ha avuto attuazione dopo le elezioni dipartimentali del 2015, ha assunto il nome attuale ed è passato da 19 a 24 comuni più parte del comune di Laon.

## Composizione
Oltre a una parte di Laon, i 19 comuni facenti parte prima della riforma del 2014 erano:
- Arrancy
- Athies-sous-Laon
- Bièvres
- Bruyères-et-Montbérault
- Chérêt
- Chivy-lès-Étouvelles
- Clacy-et-Thierret
- Eppes
- Étouvelles
- Festieux
- Montchâlons
- Nouvion-le-Vineux
- Orgeval
- Parfondru
- Ployart-et-Vaurseine
- Presles-et-Thierny
- Samoussy
- Veslud
- Vorges

Dal 2015, oltre a una parte di Laon, i comuni appartenenti al cantone sono i seguenti 24:
- Arrancy
- Athies-sous-Laon
- Bièvres
- Bruyères-et-Montbérault
- Cerny-en-Laonnois
- Chamouille
- Chérêt
- Chivy-lès-Étouvelles
- Colligis-Crandelain
- Eppes
- Étouvelles
- Festieux
- Laval-en-Laonnois
- Lierval
- Martigny-Courpierre
- Montchâlons
- Monthenault
- Nouvion-le-Vineux
- Orgeval
- Parfondru
- Presles-et-Thierny
- Samoussy
- Veslud
- Vorges